# Heathcliff
Heathcliff (Isidoro en España o Pícaro en México y Venezuela) es una historieta creada por George Gately en 1973 que tiene como protagonistas al gato Heathcliff. Actualmente está escrito y dibujado por el sobrino de Gately, Peter Gallagher y se distribuye a más de 1000 periódicos por el Sindicato de Creadores.
Heathcliff tiene algunas semejanzas con la popular historieta Garfield, a la que precedió. Tanto en la apariencia de los gatos protagonistas, que son de color naranja con rayas negras, como en su mal temperamento; la expresión "cuidado con el gato" ha sido aplicado a ambos. Sin embargo, la diferencia principal entre ellos está en su estilo de vida. Mientras Garfield prefiere estar en casa, comer y dormir todo el día, Heathcliff tiene un modo de vida más activo y dañino. Además, Heathcliff tiene un carácter silencioso mientras que Garfield expresa su pensamiento con palabras.

## Historietas
Heathcliff tal como es visto en la tira cómica es un gato que molesta al gerente de la pescadería, cae en cubos de basura, molesta al lechero, y persigue gatos hembra. Heathcliff también está implicado en una relación difícil con el Sr. Nuez Moscada, propietario de la casa en la que él vive. Es, en general, un personaje de historieta aventurero, que le gusta la diversión y no suele disculparse por sus fechorías.
La tira, por lo general, es presentada en un único panel durante días laborables. Los domingos, la tira es ampliada a múltiples paneles y titulada el 'Domingo con Heathcliff'. Un rasgo regular en las tiras del domingo es la 'Kitty Korner', donde gatos insólitos del mundo real son descritos.
En España la historieta se comenzó a publicar en 1974  como "Pícaro el gato" (el nombre con que es conocido en los países hispanoamericanos), a dos tiras por edición de la revista. En 1987, Cómics Forum publicó varias de la serie en la revista Tope Chupi con su título original Heathcliff, antes de lanzar su propia cabecera en 1988 con el título Isidoro tras el éxito de la serie de animación en Televisión Española.
En 1985, Star Comics, perteneciente a Marvel Comics, comenzó a producir historietas tituladas 'Heathcliff'. La serie duró 56 números. Star Comics añadió un spin-off adicional en 1987 llamado 'Heathcliff's Funhouse'. Se trata de una combinación de material nuevo y reeditado.

## Serie animada
Existen dos series de TV animadas con el mismo nombre basadas en la tira cómica. Aunque Heathcliff no hablaba en la tira cómica, en las dos versiones animadas le puso voz el actor Mel Blanc. Heathcliff fue el último de muchos personajes originales de Blanc.
El primer Heathcliff fue creado por Ruby-Spears Productions en 1980. La primera temporada incluía partes de Dingbat and the Creeps, donde Dingbat es el perro vampiro (Frank Welker acompañado por Spare Rib, el esqueleto y Nobody, una calabaza iluminada), los cuales fueron creados por Ruby-Spears para el programa, y la segunda temporada incorporaba al personaje Marmaduke.
La segunda serie fue hecha en 1984 por DiC Entertainment, con los personajes originales (esta serie a menudo es llamada Heathcliff y los Gatos Cadillac para evitar la confusión). En el año 2005, Shout! Factory lanzó al mercado un DVD con los 24 primeros episodios de esta serie.

## Película
Heathcliff: La Película fue estrenada el 17 de enero de 1986. Esta incluye 7 partes correspondientes a la serie original, incluyendo: Heathcliff la TV Estrella, Los Gemelos Dobles, Siameses de Heathcliff, Escuela de Obediencia, El Catfather, Auge de Auge Pussini y La Libertad condicional de la Pequeña explosión. Las Voces son (en inglés): Mel Blanc, Donna Christie, Peter Cullen, Jeannie Elias, Derek McGrath, y Marilyn Schreffler. Editado en DVD actualmente por DiC Entertainment.

## Heathcliff en otros idiomas
- Suecia: "Katten Nisse" (El gato Nisse)
- Finlandia: "Katti-Matti"
- Polonia: "Łebski Harry" ("Harry Sabelotodo")
- Francia: "Isidore"
- Hispanoamérica: "Heathcliff"
- Brasil: "Lorde Gato" al principio, pero versiones posteriores mantuvieron el nombre original "Heathcliff"
- España: "Isidoro",[1] "Berenguer" en la versión en catalán.[6]
- Italia: "Isidoro"
- Portugal (similar al inglés)
- Venezuela "Pícaro, el gato"[2]
- México: "Pícaro, el gato"[2]

## Videojuegos
- Heathcliff: Fun with Spelling, publicado por Datasoft para ordenadores Atari de 8 bits y Commodore 64 (1984)
- Heathcliff: Frantic Foto, publicado por Storm City Games, Nintendo DS (2010)
- Heathcliff: The Fast and the Furriest, publicado por Storm City Games, Wii (2010)
- Heathcliff: Spot On, publicado por Enjoy Gaming, Nintendo DS (DSiWare; 2013)